# Ianthocincla maxima
Ianthocincla maxima é uma espécie de ave da família Leiothrichidae.
Pode ser encontrada nos seguintes países: China e Índia.
Os seus habitats naturais são: florestas temperadas.